# Бетті Грей
Бетті Грей (англ. Betty Gray; 1885 —1919), при народженні Ліллі Педерсон — американська акторка епохи німого кіно.

## Життєпис
Її батько Нілс Педерсон народився в Данії, а мати Амалія — у Швеції. Вона була наймолодшою з шести дітей. Після школи навчалася в Нью-Йоркській школі прикладного мистецтва. Працювала художньою моделлю і позувала Гаррісону Фішеру, зокрема як модель для його фотографій «Дівчина із Заходу». Провела вісім місяців, виступаючи у водевілях, і їй запропонували контракт із Pathe Studios у 1912 році. Дебютувала в кіно в комедії «Ге! Мої штани» і швидко стала однією з найзайнятіших акторок Голлівуду.
Виконали провідні ролі в численних фільмах, у тому числі «Сільський хлопець», «Його останній долар» і «The Beachcombers». 
У 1914 році одружилася з Елліотом Гантом Пендлетоном-молодшим, сином багатого адвоката.
У 1915 році підписала контракт з Vitagraph і знялася в комедіях «Божевільна пригода» та «Боязкий містер Тутлз».
Бетті Грей також працювала сценаристкою. Вона з чоловіком переїхала до Цинциннаті, штат Огайо, де він відкрив гараж. Подружжя повернулося на Мангеттен у 1918 році, і Грей знялася в пропагандистському фільмі «Чому переможе Америка», що став її останньою роботою. 
20 квітня 1919 року раптово померла від грипу у 26 років. Похована на кладовищі Cedar Lawn у Пассейку, Нью-Джерсі.

## Вибрана фільмографія
- 1916 — Помилки його дружини